# Àtic de Constantinoble
Àtic (en llatí: Atticus, en grec antic: Ἀττικός) va ser arquebisbe de Constantinoble de l'any 406 al 425. És venerat com a sant per diverses confessions cristianes.
Va néixer a la meitat del segle IV a Sebaste (moderna Sivas) i es va educar en un monestir ascètic de monjos macedonians sota direcció d'Eustaci d'Antioquia, un destacat bisbe arrià. Quan va ser major d'edat es va decantar per l'ortodòxia i el van ordenar prevere a Constantinoble. En el conflicte d'una part del clergat contra Crisòstom, li va donar suport. A la mort d'Arsaci de Tars, arquebisbe de Constantinoble després del desterrament de Crisòstom, Àtic va ser nomenat al seu lloc tot i que el desterrat encara vivia.
Va tenir una actuació prudent i va aconseguir un cert èxit en l'administració de l'església. Es va destacar per la seva generositat amb els pobres. Quan es va assabentar d'una fam a Nicea hi va enviar molts diners junt amb una carta al bisbe de la ciutat, Cal·liopi, carta que es conserva. Contra les heretgies del seu temps va alternar la tolerància amb la fermesa. Va parlar amb consideració dels novacians, però en va condemnar els seus principis.
Quan Celesti, deixeble de Pelagi, va visitar la capital, el va expulsar i va amenaçar amb represàlies als bisbes que no seguissin el seu exemple. Al seu torn els bisbes d'occident el van excomunicar per no haver inclòs el nom de Crisòstom en els registres de l'església, cosa que finalment Àtic va fer.
Sòcrates Escolàstic diu que va predir la seva pròpia mort. Va morir al seu 22è any d'episcopat.
Gennadi de Marsella diu que es va oposar als nestorians i contra ells va escriure De Fide et Virginitate, que va dedicar a les filles de l'emperador Arcadi (395-408). També es conserva una carta al bisbe Ciril I d'Alexandria recomanant inserir el nom de Crisòstom a les taules sagrades.